# Spanische Mannschaftsmeisterschaft im Schach 1969
Die spanische Mannschaftsmeisterschaft im Schach 1969 war die 13. Austragung dieses Wettbewerbs, diese wurde mit 16 Mannschaften ausgetragen. Der Titelverteidiger CA Schweppes Madrid gewann mit einem Punkt Vorsprung auf CE Terrassa.
Zu den Mannschaftskadern siehe Mannschaftskader der spanischen Mannschaftsmeisterschaft im Schach 1969.

## Modus
Die 16 teilnehmenden Mannschaften wurden in vier Vorrundengruppen mit je vier Mannschaften eingeteilt und spielten in diesen ein einfaches Rundenturnier. Die vier Gruppensieger bestritten die Endrunde, die übrigen zwölf Mannschaften wurden in drei Qualifikationsgruppen für die spanische Mannschaftsmeisterschaft 1970 eingeteilt. Für die spanische Mannschaftsmeisterschaft 1970 qualifizierten sich die vier Endrundenteilnehmer sowie die drei Sieger der Qualifikationsgruppen. Gespielt wurde an vier Brettern, über die Platzierung entschied zunächst die Anzahl der Brettpunkte (ein Punkt für einen Sieg, ein halber Punkt für ein Remis, kein Punkt für eine Niederlage), anschließend die Anzahl der Mannschaftspunkte (zwei Punkte für einen Sieg, ein Punkt für ein Unentschieden, kein Punkt für eine Niederlage).

## Termine und Spielort
Das Turnier wurde vom 29. September bis 4. Oktober in Sevilla ausgetragen.

## Vorrunde
Während CA Schweppes Madrid und CE Barcelona die Gruppen A und B klar dominierten, lieferten sich in Gruppe C CA Gambito Valencia, CA Gran Canaria Las Palmas und CA Español Barcelona einen Dreikampf und in Gruppe D CE Terrassa und UGA Barcelona einen Zweikampf um die Endrundenteilnahme.

### Gruppe A

#### Abschlusstabelle
| Pl. | Verein                            | Sp | G | U | V | Brett-P. | Mannsch.-P. |
| --- | --------------------------------- | -- | - | - | - | -------- | ----------- |
| 01. | CA Schweppes Madrid (M)           | 3  | 3 | 0 | 0 | 9,0:3,0  | 6:0         |
| 02. | CA Circulo de Bellas Artes Madrid | 3  | 1 | 0 | 2 | 5,5:6,5  | 2:4         |
| 03. | CA Ateneo Santander               | 3  | 1 | 0 | 2 | 5,0:7,0  | 2:4         |
| 04. | CA Hogar Portuarios Valencia      | 3  | 1 | 0 | 2 | 4,5:7,5  | 2:4         |

#### Entscheidungen
|     | qualifiziert für die Endrunde und vorberechtigt für die spanische Mannschaftsmeisterschaft 1970: CA Schweppes Madrid |
| (M) | Titelverteidiger |

#### Kreuztabelle
| Ergebnisse | Ergebnisse                        | 1. | 2. | 3. | 4. |
| ---------- | --------------------------------- | -- | -- | -- | -- |
| 01.        | CA Schweppes Madrid               |    | 2½ | 3½ | 3  |
| 02.        | CA Circulo de Bellas Artes Madrid | 1½ |    | 2½ | 1½ |
| 03.        | CA Ateneo Santander               | ½  | 1½ |    | 3  |
| 04.        | CA Hogar Portuarios Valencia      | 1  | 2½ | 1  |    |

### Gruppe B

#### Abschlusstabelle
| Pl. | Verein                | Sp | G | U | V | Brett-P. | Mannsch.-P. |
| --- | --------------------- | -- | - | - | - | -------- | ----------- |
| 01. | CE Barcelona          | 3  | 3 | 0 | 0 | 11,0:1,0 | 6:0         |
| 02. | RCD La Coruña         | 3  | 2 | 0 | 1 | 6,0:6,0  | 4:2         |
| 03. | CA Alcalá de Guadaira | 3  | 1 | 0 | 2 | 5,0:7,0  | 2:4         |
| 04. | Impetú OAR Madrid     | 3  | 0 | 0 | 3 | 2,0:10,0 | 0:6         |

#### Entscheidungen
|  | qualifiziert für die Endrunde und vorberechtigt für die spanische Mannschaftsmeisterschaft 1970: CE Barcelona |

#### Kreuztabelle
| Ergebnisse | Ergebnisse            | 1. | 2. | 3. | 4. |
| ---------- | --------------------- | -- | -- | -- | -- |
| 01.        | CE Barcelona          |    | 4  | 3  | 4  |
| 02.        | RCD La Coruña         | 0  |    | 2½ | 3½ |
| 03.        | CA Alcalá de Guadaira | 1  | 1½ |    | 2½ |
| 04.        | Impetú OAR Madrid     | 0  | ½  | 1½ |    |

### Gruppe C

#### Abschlusstabelle
| Pl. | Verein                     | Sp | G | U | V | Brett-P. | Mannsch.-P. |
| --- | -------------------------- | -- | - | - | - | -------- | ----------- |
| 01. | CA Gambito Valencia        | 3  | 2 | 1 | 0 | 8,0:4,0  | 5:1         |
| 02. | CA Gran Canaria Las Palmas | 3  | 2 | 0 | 1 | 7,0:5,0  | 4:2         |
| 03. | CE Espanyol Barcelona      | 3  | 1 | 1 | 1 | 6,5:5,5  | 3:3         |
| 04. | AAA Zaragoza S.d.A.        | 3  | 0 | 0 | 3 | 2,5:9,5  | 0:6         |

#### Entscheidungen
|  | qualifiziert für die Endrunde und vorberechtigt für die spanische Mannschaftsmeisterschaft 1970: CA Gambito Valencia |

#### Kreuztabelle
| Ergebnisse | Ergebnisse                 | 1. | 2. | 3. | 4. |
| ---------- | -------------------------- | -- | -- | -- | -- |
| 01.        | CA Gambito Valencia        |    | 3  | 2  | 3  |
| 02.        | CA Gran Canaria Las Palmas | 1  |    | 3½ | 2½ |
| 03.        | CE Espanyol Barcelona      | 2  | ½  |    | 4  |
| 04.        | AAA Zaragoza S.d.A.        | 1  | 1½ | 0  |    |

### Gruppe D

#### Abschlusstabelle
| Pl. | Verein                      | Sp | G | U | V | Brett-P. | Mannsch.-P. |
| --- | --------------------------- | -- | - | - | - | -------- | ----------- |
| 01. | CE Terrassa                 | 3  | 3 | 0 | 0 | 9,0:3,0  | 6:0         |
| 02. | UGA Barcelona               | 3  | 2 | 0 | 1 | 8,5:3,5  | 4:2         |
| 03. | CA Jaizquibel San Sebastián | 3  | 0 | 1 | 2 | 3,5:8,5  | 1:5         |
| 04. | CA San Fernando Cádiz       | 3  | 0 | 1 | 2 | 3,0:9,0  | 1:5         |

#### Entscheidungen
|  | qualifiziert für die Endrunde und vorberechtigt für die spanische Mannschaftsmeisterschaft 1970: CE Terrassa |

#### Kreuztabelle
| Ergebnisse | Ergebnisse                  | 1. | 2. | 3. | 4. |
| ---------- | --------------------------- | -- | -- | -- | -- |
| 01.        | CE Terrassa                 |    | 2½ | 3  | 3½ |
| 02.        | UGA Barcelona               | 1½ |    | 3½ | 3½ |
| 03.        | CA Jaizquibel San Sebastián | 1  | ½  |    | 2  |
| 04.        | CA San Fernando Cádiz       | ½  | ½  | 2  |    |

## Endrunde
CA Schweppes Madrid und CE Terrassa lieferten sich ein Kopf-an-Kopf-Rennen um den Titel, das Madrid knapp vorne sah.

### Abschlusstabelle
| Pl. | Verein                  | Sp | G | U | V | Brett-P. | Mannsch.-P. |
| --- | ----------------------- | -- | - | - | - | -------- | ----------- |
| 01. | CA Schweppes Madrid (M) | 3  | 2 | 1 | 0 | 8,5:3,5  | 5:1         |
| 02. | CE Terrassa             | 3  | 2 | 1 | 0 | 7,5:4,5  | 5:1         |
| 03. | CE Barcelona            | 3  | 1 | 0 | 2 | 4,0:8,0  | 2:4         |
| 04. | CA Gambito Valencia     | 3  | 0 | 0 | 3 | 4,0:8,0  | 0:6         |

### Entscheidungen
|     | spanischer Mannschaftsmeister: CA Schweppes Madrid |
| (M) | Titelverteidiger                                   |

### Kreuztabelle
| Ergebnisse | Ergebnisse          | 1. | 2. | 3. | 4. |
| ---------- | ------------------- | -- | -- | -- | -- |
| 01.        | CA Schweppes Madrid |    | 2  | 3½ | 3  |
| 02.        | CE Terrassa         | 2  |    | 3  | 2½ |
| 03.        | CE Barcelona        | ½  | 1  |    | 2½ |
| 04.        | CA Gambito Valencia | 1  | 1½ | 1½ |    |

## Qualifikation zur spanischen Mannschaftsmeisterschaft 1970
Während sich in den Gruppen B und C mit CA Gran Canaria Las Palmas und CE Espanyol Barcelona die Mannschaften mit den besten Vorrundenergebnissen durchsetzten, gewann die Gruppe A die Mannschaft von Impetú OAR Madrid, die das schlechteste Vorrundenergebnis verzeichnete.

### Gruppe A

#### Abschlusstabelle
| Pl. | Verein                | Sp | G | U | V | Brett-P. | Mannsch.-P. |
| --- | --------------------- | -- | - | - | - | -------- | ----------- |
| 01. | Impetú OAR Madrid     | 3  | 2 | 0 | 1 | 8,0:4,0  | 4:2         |
| 02. | UGA Barcelona         | 3  | 2 | 0 | 1 | 7,0:5,0  | 4:2         |
| 03. | CA Alcalá de Guadaira | 3  | 1 | 0 | 2 | 5,0:7,0  | 2:4         |
| 04. | CA Ateneo Santander   | 3  | 1 | 0 | 2 | 4,0:8,0  | 2:4         |

#### Entscheidungen
|  | vorberechtigt für die spanische Mannschaftsmeisterschaft 1970: Impetú OAR Madrid |

#### Kreuztabelle
| Ergebnisse | Ergebnisse            | 1. | 2. | 3. | 4. |
| ---------- | --------------------- | -- | -- | -- | -- |
| 01.        | Impetú OAR Madrid     |    | 1  | 3  | 4  |
| 02.        | UGA Barcelona         | 3  |    | 1½ | 2½ |
| 03.        | CA Alcalá de Guadaira | 1  | 2½ |    | 1½ |
| 04.        | CA Ateneo Santander   | 0  | 1½ | 2½ |    |

### Gruppe B

#### Abschlusstabelle
| Pl. | Verein                            | Sp | G | U | V | Brett-P. | Mannsch.-P. |
| --- | --------------------------------- | -- | - | - | - | -------- | ----------- |
| 01. | CA Gran Canaria Las Palmas        | 3  | 2 | 0 | 1 | 8,0:4,0  | 4:2         |
| 02. | CA Circulo de Bellas Artes Madrid | 3  | 2 | 0 | 1 | 6,5:5,5  | 4:2         |
| 03. | CA Hogar Portuarios Valencia      | 3  | 2 | 0 | 1 | 5,5:6,5  | 4:2         |
| 04. | CA San Fernando Cádiz             | 3  | 0 | 0 | 3 | 4,0:8,0  | 0:6         |

#### Entscheidungen
|  | vorberechtigt für die spanische Mannschaftsmeisterschaft 1970: CA Gran Canaria Las Palmas |

#### Kreuztabelle
| Ergebnisse | Ergebnisse                        | 1. | 2. | 3. | 4. |
| ---------- | --------------------------------- | -- | -- | -- | -- |
| 01.        | CA Gran Canaria Las Palmas        |    | 1½ | 4  | 2½ |
| 02.        | CA Circulo de Bellas Artes Madrid | 2½ |    | 1  | 3  |
| 03.        | CA Hogar Portuarios Valencia      | 0  | 3  |    | 2½ |
| 04.        | CA San Fernando Cádiz             | 1½ | 1  | 1½ |    |

### Gruppe C

#### Abschlusstabelle
| Pl. | Verein                      | Sp | G | U | V | Brett-P. | Mannsch.-P. |
| --- | --------------------------- | -- | - | - | - | -------- | ----------- |
| 01. | CE Espanyol Barcelona       | 3  | 3 | 0 | 0 | 8,5:3,5  | 6:0         |
| 02. | RCD La Coruña               | 3  | 2 | 0 | 1 | 7,5:4,5  | 4:2         |
| 03. | CA Jaizquibel San Sebastián | 3  | 1 | 0 | 2 | 4,5:7,5  | 2:4         |
| 04. | AAA Zaragoza S.d.A.         | 3  | 0 | 0 | 3 | 3,5:8,5  | 0:6         |

#### Entscheidungen
|  | vorberechtigt für die spanische Mannschaftsmeisterschaft 1970: CE Espanyol Barcelona |

#### Kreuztabelle
| Ergebnisse | Ergebnisse                  | 1. | 2. | 3. | 4. |
| ---------- | --------------------------- | -- | -- | -- | -- |
| 01.        | CE Espanyol Barcelona       |    | 2½ | 3  | 3  |
| 02.        | RCD La Coruña               | 1½ |    | 3  | 3  |
| 03.        | CA Jaizquibel San Sebastián | 1  | 1  |    | 2½ |
| 04.        | AAA Zaragoza S.d.A.         | 1  | 1  | 1½ |    |

## Die Meistermannschaft
| 1.            | CA Schweppes Madrid                                                                          |
| Schachfiguren | Román Torán Albero, Jesús Díez del Corral, Fernando Visier Segovia, Eduardo Franco Raymundo. |